# USA:s damlandslag i vattenpolo
USA:s damlandslag i vattenpolo (engelska: United States women's national water polo team) representerar USA i vattenpolo på damsidan. Laget blev olympiska mästarinnor 2012, 2016 och 2020 samt världsmästarinnor 2003, 2007, 2009, 2015, 2017, 2019, 2022 och 2024.

## Medaljer

### OS[6]
| Ort och år          | Placering |
| ------------------- | --------- |
| Sydney 2000         |           |
| Aten 2004           |           |
| Peking 2008         |           |
| London 2012         |           |
| Rio de Janeiro 2016 |           |
| Tokyo 2020          |           |

### VM[7]
| Ort och år     | Placering |
| -------------- | --------- |
| Madrid 1986    |           |
| Perth 1991     |           |
| Barcelona 2003 |           |
| Montréal 2005  |           |
| Melbourne 2007 |           |
| Rom 2009       |           |
| Kazan 2015     |           |
| Budapest 2017  |           |
| Gwangju 2019   |           |
| Budapest 2022  |           |
| Doha 2024      |           |